# Planescape: Torment
Planescape: Torment is een computerspel ontwikkeld door Black Isle Studios en uitgegeven door Interplay voor Windows. Het rollenspel (RPG) is uitgekomen in de VS op 12 december 1999 en in Europa op 13 januari 2000.

## Spel
In het spel neemt de speler de controle over een geheimzinnig, naamloos personage dat in het begin in het mortuarium weer bij bewustzijn komt, zonder zijn identiteit of verleden te weten. Al snel voegt zich een drijvende, sprekende schedel met de naam Morte bij hem, die hem vanaf nu elke stap volgt. Planescape: Torment verschilt van vergelijkbare computerrollenspellen, omdat het zich richt op dialoog en actie, en het onderdeel vechten op de achtergrond komt. Onderwerpen die in het spel aan bod komen, variëren van de betekenis van namen tot de centrale vraag: "Wat kan de aard van een persoon veranderen?"
De spelwereld van Planescape, ook wel het multiversum genoemd, is gebaseerd op het bestaan van verschillende werelden, de zogenaamde vlakten, die via magische portals of poorten met elkaar zijn verbonden en kunnen worden bezocht. Om een portaal te openen heeft de reiziger een specifieke sleutel nodig. Dit varieert van een bepaalde actie of alleen een gedachte. De meeste reisportalen zijn te vinden in de stad Sigil. Dit is ook het startpunt in het spel.

## Personages
- Naamloze protagonist, hoofdpersoon in het spel
- Mortimer "Morte" Rictusgrin, zwevende schedel en metgezel van de hoofdpersoon
- Grace, een succubus met een bordeel in de stad Sigil
- Deionarra, verschijning in het lijkenhuis
- Annah, pleegdochter van Pharod
- Dak'kon, een oude magiër
- Ignus, een psychopatische goochelaar
- Vhailor, ziel zonder fysiek lichaam
- Nordom, een Modron-robot die een eigen bewustzijn ontwikkelde
- Ravel, machtige heks die naamlozen hielp aan onsterflijkheid
- Triassic, een engelachtig wezen dat kan liegen
- Fhjull, een demoon die vanwege zijn eed aan Triassic behulpzaam moet zijn
- Transcendent, tegenspeler van de naamloze protagonist

De stemmen van de personages zijn ingesproken door bekende acteurs, waaronder Jennifer Hale, Rob Paulsen, Mitch Pileggi, Rodger Bumpass en Dan Castellaneta.

## Ontvangst
| Recensiescore                  | Recensiescore |
| Recensieverzamelaar            | Score         |
| ------------------------------ | ------------- |
| GameRankings                   | 90,6%         |
| Metacritic                     | 91%           |
| Publicist                      | Score         |
| Eurogamer                      | 7             |
| GameSpot                       | 9             |
| GameSpy                        | 90            |
| IGN                            | 9,2           |
| PC Gamer (VS)                  | 93%           |
| Award(s)                       |               |
| RPG van het jaar (CGW)         |               |
| Spel van het jaar (IGN)        |               |
| Beste hoofdpersoon (EuroGamer) |               |
| Beste spel ooit (GameSpot)     |               |

Planescape: Torment ontving positieve recensies. Men prees de psychologische diepgang van het spel, de kwaliteit van het verhaal, en het volwassen thema met filosofische onderwerpen en ethische dilemma's.
Op aggregatiewebsites Metacritic en GameRankings heeft het spel een score van respectievelijk 91% en 90,6%.